# Association française des ingénieurs et responsables de maintenance
Association Française des Ingénieurs et Responsables de Maintenance (AFIM)
L'Association Française des Ingénieurs et Responsables de Maintenance (AFIM) est une organisation professionnelle (généralement abrégée Afim) qui œuvre pour la promotion, le développement et la reconnaissance des métiers de la maintenance, de la fiabilité, de la gestion d'actifs (Asset Management), et de la santé et sécurité au travail dans le secteur industriel et tertiaire en France. Fondée sur des principes de partage d'expériences et de veille technologique, l'AFIM rassemble des professionnels de la maintenance issus de divers secteurs d'activité. Elle a pour vocation la promotion et l'évolution des métiers liés à la maintenance, fonction essentielle de la performance des entreprises.
Historique et Missions
L'AFIM a été créée en 1933 avec l'objectif de structurer et de dynamiser la communauté des professionnels de la maintenance. Au fil des années, elle s'est imposée comme un acteur majeur dans l'amélioration des pratiques de maintenance en France.
Ses missions principales incluent :
Promouvoir les métiers de la maintenance :
Valoriser les rôles des ingénieurs et responsables de maintenance, et attirer de nouveaux talents vers ces professions stratégiques pour l'économie.
Favoriser l'échange et l'information :
Organiser des colloques, des journées techniques, des webinaires et des groupes de travail pour permettre le partage de connaissances, d'expériences et de bonnes pratiques entre les membres.
Contribuer à la formation :
Participer à l'adaptation et à l'évolution des programmes de formation initiale et continue en maintenance, en lien avec les besoins des entreprises et les avancées technologiques (Industrie 4.0, maintenance prévisionnelle-predictive maintenance, etc.).
Représenter la profession :
Servir d'interlocuteur auprès des pouvoirs publics, des organismes de normalisation et des institutions européennes et internationales sur les questions relatives à la maintenance, la fiabilité et la gestion des actifs.
Mettre à disposition des ressources :
Développer et diffuser des guides, des normes, des retours d'expériences et des outils pour aider les professionnels à optimiser leurs pratiques.
Améliorer la santé et la sécurité au travail :
Mener des actions et fournir des outils pour renforcer la sécurité des opérations de maintenance et prévenir les risques professionnels (notamment via des initiatives comme Securafim).
Activités et Services
L'AFIM propose une gamme de services et d'activités à ses membres et à la communauté professionnelle :
Formations :
L'association organise et propose des formations sur des sujets variés, allant de la gestion de maintenance assistée par ordinateur (GMAO) aux techniques de maintenance prévisionnelle - predictive maintenance, en passant par la sécurité des interventions.
Publications et documents : Elle édite des ouvrages, des études, des articles et des fiches pratiques sur les thématiques clés de la maintenance et de la gestion d'actifs.
Événements :
L'AFIM est à l'origine de manifestations d'envergure (Innova - Maintenance®, partenariat avec le Mediterranean Maintenance Forum - 2MF), qui réunit des experts et des professionnels pour discuter des dernières innovations et des défis du secteur.
Groupes de travail thématiques :
Des commissions d'experts se penchent sur des sujets spécifiques (ex: maintenance 4.0, durabilité, économie circulaire en maintenance) pour élaborer des lignes directrices et des recommandations.
Réseautage : 
L'association facilite les échanges entre ses membres à travers son annuaire et des événements dédiés, permettant le développement de partenariats et la synergie entre professionnels.
Action internationale :
L'AFIM participe activement aux initiatives européennes et mondiales liées à la maintenance et à l'Asset Management, contribuant ainsi à la diffusion des meilleures pratiques à l'échelle internationale.
Partenariats et Collaborations
L'AFIM collabore régulièrement avec des institutions académiques, des centres de recherche, des organismes de certification, des fédérations professionnelles (telles que l'AFNOR ou le CETIM), ainsi que des entreprises partenaires pour mener à bien ses missions et renforcer son influence dans le domaine de la maintenance industrielle.
Pour aller plus loin
Site officiel de l'AFIM : https://afim.asso.fr/
Cette version intègre la terminologie exacte de la norme NF EN 13306.